# Jörg Haspel
Jörg Haspel (* 19. September 1953) ist ein deutscher Denkmalpfleger und ehemaliger Landeskonservator der Stadt Berlin.

## Wirken
Von 1972 bis 1980 studierte Haspel an der Universität Stuttgart Architektur und Stadtplanung. Zeitgleich studierte er von 1975 bis 1981 an der Universität Tübingen Kunstgeschichte und Empirische Kulturwissenschaft. 1981/82 wurde er mit einem Stipendium der Robert Bosch Stiftung gefördert. Erste berufliche Schritte unternahm er in Zeitungen, Ausstellungs- und Inventarisationsprojekten in Baden-Württemberg.
1982 ging Haspel nach Hamburg und nahm hier die Stelle des Oberkustos im Denkmalschutzamt der Freien und Hansestadt an. In diese Zeit fallen auch erste Lehraufträge für Kulturgeschichte und Denkmalpflege an der Universität Hamburg. In der Hamburger Zeit promovierte er 1990 an der Universität Tübingen mit einer baugeschichtlichen Dissertation, als Buch veröffentlicht 1991.
Zum Jahresanfang 1992 wechselte Jörg Haspel in das Landesdenkmalamt Berlin und wurde 1995 Nachfolger von Helmut Engel als Landeskonservator und erster Leiter des Amtes. Engel übernahm zu diesem Zeitpunkt die Leitung der neu eingerichteten Obersten Denkmalschutzbehörde des Landes Berlin. Das Land Berlin hatte 1995 auf der Grundlage eines neuen Denkmalschutzgesetzes auch die Fachbehörde eines Landesdenkmalamts neu geschaffen, das bis dahin lediglich den Status einer Stabsstelle beim Stadtentwicklungssenator hatte. In Jörg Haspels mehr als ein Vierteljahrhundert währende Dienstzeit bei der Berliner Denkmalpflege fielen u. a. die Auswirkungen des Mauerfalls mit dem Zusammenwachsen der beiden Stadthälften sowie die strukturellen und baulichen Folgen des Hauptstadtumzugs von Bonn nach Berlin, was enorme Veränderungsdrucke und Herausforderungen an eine Großstadtdenkmalpflege mit sich brachte. Im Rückblick bekannte Haspel: „Mehr Auf- und Abbruchstimmung als in Berlin gab es ja nirgendwo in der Republik.“ Ende September 2018 ging Jörg Haspel in den regulären Ruhestand. Sein Nachfolger im Amt des Berliner Landeskonservators wurde Christoph Rauhut (* 1984). Als letzte Amtshandlung hatte Haspel den Checkpoint Charlie unter Denkmalschutz stellen lassen.
Jörg Haspel nahm und nimmt zahlreiche hochrangige Ämter in Denkmalpflege-Organisationen und -Gremien wahr: Von 1999 bis 2003 war Haspel Vorsitzender der Vereinigung der Landesdenkmalpfleger in der Bundesrepublik Deutschland. Seit 2009 war er Vizepräsident und seit 2012 ist er Präsident des Deutschen Nationalkomitees von ICOMOS. Haspel war Vorsitzender der Dehio-Vereinigung, ist Vorsitzender des Stiftungsrates der Deutschen Stiftung Denkmalschutz und Mitglied der Deutschen Akademie für Städtebau und Landesplanung. Haspel ist Mitglied in der Expertengruppe Städtebaulicher Denkmalschutz beim Bundesbauministerium. Er war Mitglied im Beirat der Bundesstiftung Baukultur; er war außerdem Beisitzer im Vorstand (und ist aktuell immer noch Mitglied) der Historischen Kommission zu Berlin.
Seit 2002 ist Haspel Honorarprofessor für Denkmalkunde am Lehrstuhl für historische Bauforschung und Baudenkmalpflege der Technischen Universität Berlin.

## Veröffentlichungen (Auswahl)
- Hamburger Hinterhäuser. Terrassen – Passagen – Wohnhöfe. Christians Verlag, Hamburg 1987 (= Hamburg-Inventar, Themen-Reihe, Bd. 3), ISBN 978-3-7672-9968-9.
- Aufgaben und Perspektiven der Hafendenkmalpflege, Dokumentation der 15. Pressefahrt des Deutschen Nationalkomitees für Denkmalschutz in Zusammenarbeit mit der Denkmalbehörde Hamburg und den Denkmalämtern der norddeutschen Küstenregion, erweitert durch Beiträge des Internationalen Hafensymposions vom 6.–9. September 1989. Redaktion Jörg Haspel (= Schriftenreihe des Deutschen Nationalkomitees für Denkmalschutz, Band 40). Konkordia Druck Bühl, Bonn 1989.
- Ulmer Arbeiterwohnungen in der Industrialisierung. Architektonische Studien zur Wohn Reform in Württemberg. Kohlhammer, Stuttgart 1991 (= Forschungen zur Geschichte der Stadt Ulm, Bd. 22), ISBN 3-17-009253-7 (Zugleich Dissertation Universität Tübingen 1990, unter dem Titel „Wohnreform und Architekturreform in Ulm“)[17]
- zusammen mit Dieter J. Martin, Joachim Wenz, Henrik Drewes: Denkmalschutzrecht in Berlin, Gesetz zum Schutz von Denkmalen in Berlin, Kommentar. Kulturbuch-Verlag, Berlin 2008, ISBN 978-3-88961-134-5.[18]

## Belege
1. 1 2  Herzlichen Glückwunsch Jörg Haspel feiert am 19. September 2013 seinen 60. Geburtstag. In: icomos.de (Mitgliederrundbrief 2/2013, Seite 8). ICOMOS Deutschland, abgerufen am 23. Juli 2021.
2. 1 2  Jörg Haspel, Prof. Dr. phil. Dipl.-Ing. In: icomos.de. ICOMOS Deutschland, abgerufen am 24. Juli 2021 (englisch).
3. 1 2 3  Uwe Rada: „Schlagzeilen sind nicht das Wichtigste“. In: taz.de. taz Archiv, 3. November 2018, abgerufen am 23. Juli 2021.
4. ↑  Jörg Haspel. Kurzbiografie auf der Website des Verlags Duncker & Humblot
5. ↑  dpa: Professor Engel bleibt. Der Berliner Denkmalschutz wird umstrukturiert. In: taz Archiv. taz (Tageszeitung), 12. September 1992, abgerufen am 23. Juli 2021.
6. ↑  Großstadtdenkmalpflege. Erfahrungen und Perspektiven (= Beiträge zur Denkmalpflege in Berlin. Bd. 12, Jahrbuch 1996), Hrsg. Landesdenkmalamt Berlin, Schelzky & Jeep, Berlin 1997.
7. ↑  Jörg Haspel: Städtebaulicher Denkmalschutz in Berlin, in: Alte Städte, neue Chancen. Städtebaulicher Denkmalschutz. Mit Beispielen aus den östlichen Ländern der Bundesrepublik Deutschland. Hrsg. Bundesministerium für Raumordnung, Bauwesen und Städtebau, Bonn 1996, S. 317–339.
8. 1 2  Pressemitteilung der Senatsverwaltung für Kultur und Europa des Landes Berlin zur Veranstaltung zu Ehren von Landeskonservator a.D. Prof. Dr. Jörg Haspel vom 8. November 2018 (abgerufen am 23. Juli 2021).
9. ↑  Jörg Haspel. Kurzbiografie auf der Website des Lukas Verlags.
10. ↑  Vorstand des Deutschen Nationalkomitees von ICOMOS
11. ↑  Jörg Haspel, Prof. Dr. phil. Dipl.-Ing. In: icomos.de. ICOMOS Deutschland, abgerufen am 23. Juli 2021 (englisch).
12. ↑  Vorstand und Stiftungsrat der Deutschen Stiftung Denkmalschutz
13. ↑  Mitglieder der Expertengruppe Städtebaulicher Denkmalschutz. In: nationale-stadtentwicklungspolitik.de. Bundesministerium des Innern, für Bau und Heimat, abgerufen am 23. Juli 2021 (2019 berufen in das Gremium als „Vertreter des bürgerschaftlichen Engagements“. Haspel war zuvor bereits von 1992 bis 2013 Mitglied als Vertreter der Denkmalpflege.).
14. ↑  Beirat. Bundesstiftung Baukultur, abgerufen am 23. Juli 2021 (Die am 23. Juli 2021 abgerufenen Mitglieder-Informationen zum Beirat waren zu diesem Zeitpunkt bereits jahrelang überholt.).
15. 1 2  Personen. In: hiko-berlin.de. Historische Kommission Berlin, abgerufen am 23. Juli 2021.
16. ↑  Prof. Dr. phil. Dipl.-Ing. Jörg Haspel. In: bauforschung-denkmalpflege.de. TU Berlin (Historische Bauforschung und Baudenkmalpflege), abgerufen am 23. Juli 2021 (Wahlpflichtmodul: Denkmalbewertung und Denkmalkritik).
17. ↑  Besprechung von Günther Schulz in: Vierteljahrschrift für Sozial- und Wirtschaftsgeschichte, Jg. 1997, S. 250–251. (Digitalisat auf digizeitschriften.de, mit beschränkter Zugänglichkeit, abgerufen am 24. Juli 2021)
18. ↑  Besprechung von Wolfgang Karl Göhner auf media.w-goehner.de, abgerufen am 24. Juli 2021.

| Personendaten    | Personendaten                                |
| ---------------- | -------------------------------------------- |
| NAME             | Haspel, Jörg                                 |
| KURZBESCHREIBUNG | deutscher Denkmalpfleger und Hochschullehrer |
| GEBURTSDATUM     | 19. September 1953                           |